# ريتشارد كرومويل (ممثل)
ريتشارد كرومويل (بالإنجليزية: Richard Cromwell)‏ مواليد 8 يناير 1910 في لونغ بيتش، الولايات المتحدة - الوفاة 11 أكتوبر 1960 في هوليوود، الولايات المتحدة، هو ممثل أمريكي بدأ مسيرته الفنية سنة 1930.

## الأعمال
- ملك الجاز
- حياة الرماح البنغالية
- إيزابيل
- كينغ كونغ

## روابط خارجية
- ريتشارد كرومويل على موقع IMDb (الإنجليزية)
- ريتشارد كرومويل على موقع قاعدة بيانات برودواي على الإنترنت (الإنجليزية)
- ريتشارد كرومويل على موقع إن إن دي بي (الإنجليزية)
- ريتشارد كرومويل على موقع قاعدة بيانات الفيلم (الإنجليزية)